# Democratic Party (Südafrika)

Historisches Logo der Democratic Party

Die Democratic Party (Afrikaans Demokratiese Party, deutsch etwa: „Demokratische Partei“, kurz DP) war eine liberale Partei in Südafrika in der Phase des Übergangs von der Apartheid zu einem System ohne Rassenschranken. Sie wurde 1989 gegründet und bestand bis 2000, als sie in der Democratic Alliance aufging.

## Geschichte
In der Apartheid hatten nur „weiße“ Südafrikaner das Wahlrecht für die entscheidende Parlamentskammer. Parteien, die dort vertreten waren, hatten nur weiße Mitglieder. Auf dem linken Flügel gab es die durch eine Wahlniederlage 1987 geschwächte Progressive Federal Party (PFP), deren linksgerichtete Abspaltung National Democratic Movement (NDM) und die Independent Party (IP). Sie schlossen sich am 8. April 1989 zur Democratic Party zusammen. Ziele waren die gewaltfreie Abschaffung der Apartheid und ein allgemeines Wahlrecht. Erster Vorsitzender war der vormalige PFP-Vorsitzende Zach de Beer. Bei den Parlamentswahl in Südafrika 1994, bei der zum ersten Mal das allgemeine Wahlrecht galt, erhielt die DP lediglich 1,7 Prozent der Stimmen und sieben der 400 Sitze. Zach de Beer wurde durch Tony Leon ersetzt, unter dem die Partei bei der Wahl 1999 auf 9,6 Prozent der Stimmen und 38 Sitze erstarkte. Am 24. Juni 2000 schloss sich die DP mit der Federal Alliance und der Neuen Nationalen Partei (NNP, New National Party), der Nachfolgepartei der einst führenden Nationalen Partei (National Party), zusammen. Die Partei nahm den Namen Democratic Alliance (DA) an. Die Vereinigung mit der NNP hielt allerdings nicht lange. Im Jahr 2001 machte sich diese wieder selbstständig. Seit der Parlamentswahl 2004 war die DA die offizielle Oppositionspartei, da sie nach dem African National Congress jeweils die zweitmeisten Sitze erhalten hatte.